# Tierra Incógnita
Tierra Incógnita (prt: Terra Incógnita) é uma série de televisão argentina de terror e mistério para crianças e adolescentes, produzida pela Non Stop para a The Walt Disney Company. A primeira temporada de 8 episódios foi lançada globalmente em 8 de setembro no Disney+.

## Enredo
Oito anos atrás, os pais de Eric Dalaras desapareceram misteriosamente sem deixar rastro. O adolescente está determinado a resolver o desaparecimento de seus pais e entra em um mundo assustador. Depois que seus pais desaparecem, Eric e sua irmã Uma crescem com seus avós maternos. Eric decide sair de lá em busca de respostas na cidade de Cabo Qwert, onde morou quando criança. Pois há também o parque de diversões abandonado Tierra Incógnita, onde seus pais foram estratificados pela última vez. Com a ajuda de seus amigos, sua irmã e sua tia, Eric deve superar seus medos para resolver o enigma que leva à resposta à pergunta que mais o preocupa. Mas a verdade está escondida em um cosmos tão escuro quanto inexplorado.

## Elenco

### Principal
- Pedro Maurizi como Eric Dalaras
- Mora Fisz como Uma Dalaras
- Thomas Lepera como Pablo
- Tomás Kirzner como Axel Rojas
- Azucena Zhoue como Lila
- Lautaro Delgado como Daniel Rojas
- Carla Pandolfi como Carmen Lumens
- Silvia Kutika como Aurora Lumens
- Osmar Núñez como Santiago Lumens

### Coadjuvante
- Verónica Intile como Julia Lumens
- Ezequiel Rodríguez como Roberto Dalaras
- Joaquín Ochoa como Agustín Schmidt
- Valentina González como Sabrina
- Martín Armendáriz como Guillermo Larrosa
- Fernando Malfitano como Javier
- Sebastián Sinnott como Federico

### Convidados
- Horacio Marassi como Don Celestino
- Sofía Boggi como Tina Rozen
- Rocío Boggi como Fina Rozen
- Florencia Dyszel como Sofía
- Diego Alcalá como Cristian Maringolo
- Federico Liss como Andrés Moya
- Hernán Jiménez como Charly Salvatierra

## Episódios
| N.º na série | N.º na temp. | Título                                      | Dirigido por      | Escrito por                                               | Lançamento            |
| ------------ | ------------ | ------------------------------------------- | ----------------- | --------------------------------------------------------- | --------------------- |
| 1            | 1            | "El laberinto" "O Labirinto"                | Sebastián Pivotto | Guillermo Barrantes, Celeste Lambert e Javier Rozenwasser | 8 de setembro de 2022 |
| 2            | 2            | "La calesita" "O Carrossel"                 | Sebastián Pivotto | Guillermo Barrantes, Celeste Lambert e Javier Rozenwasser | 8 de setembro de 2022 |
| 3            | 3            | "La mansión Dalaras" "A Mansão Dalaras"     | Sebastián Pivotto | Guillermo Barrantes, Celeste Lambert e Javier Rozenwasser | 8 de setembro de 2022 |
| 4            | 4            | "El barco siniestro" "O Barco Sinistro"     | Sebastián Pivotto | Guillermo Barrantes, Celeste Lambert e Javier Rozenwasser | 8 de setembro de 2022 |
| 5            | 5            | "El código secreto" "O Código Secreto"      | Sebastián Pivotto | Guillermo Barrantes, Celeste Lambert e Javier Rozenwasser | 8 de setembro de 2022 |
| 6            | 6            | "El gusano" "O Verme"                       | Sebastián Pivotto | Guillermo Barrantes, Celeste Lambert e Javier Rozenwasser | 8 de setembro de 2022 |
| 7            | 7            | "El cuarto oculto" "O Quarto Oculto"        | Sebastián Pivotto | Guillermo Barrantes, Celeste Lambert e Javier Rozenwasser | 8 de setembro de 2022 |
| 8            | 8            | "El espanto" "O Horror" (BR) "O Susto" (PT) | Sebastián Pivotto | Guillermo Barrantes, Celeste Lambert e Javier Rozenwasser | 8 de setembro de 2022 |

## Produção

### Desenvolvimento
Em 2018, a The Walt Disney Company América Latina começou com a ideia de desenvolver uma história de terror com o selo da marca, para a qual trabalhou com Guillermo Barrantes, Celeste Lambert e Javier Rozenwasser como os responsáveis por criar o roteiro e mergulhar na trama de um parque temático sombrio e abandonado, que surgiu apenas como ponto de partida. Em maio de 2021, foi anunciado que a Disney já havia anunciado a produção da série em Pilar. Finalmente, em junho daquele ano, foi confirmado que o título da ficção era Tierra Incógnita, que teria 8 episódios de 30 minutos dirigidos por Sebastián Pivotto e produzidos pela Non Stop.

### Seleção de elenco
Em 29 de junho de 2021, foi relatado que Pedro Maurizi e Mora Fisz seriam os protagonistas da série, enquanto Tomás Kirzner, Carla Pandolfi, Osmar Núñez, Silvia Kutika, Thomas Lepera, Azucena Zhoue e Lautaro Delgado estariam em papeis de co-estrelas. Da mesma forma, foi anunciado que Verónica Intile, Ezequiel Rodríguez, Valentina González, Fernando Malfitano, Joaquín Ochoa, Martín Armendáriz e Sebastián Sinnot se juntaram ao elenco em papéis coadjuvantes.

### Filmagens
Em junho de 2021, foi anunciado que a série começou a ser filmada na antiga Fábrica Militar na cidade portenha de Pilar, província de Buenos Aires, que serviu de cenário para recriar o parque de diversões abandonado. Por sua vez, a cidade de Cañuelas foi utilizada como locação, onde foram gravadas as cenas do labirinto, e a cidade de Zárate, que foi utilizada para filmar as cenas do navio. Também foram registradas cenas na cidade de Necochea, incluindo cenas na Ponte Suspensa e no parque eólico. Além disso, as filmagens ocorreram em Quilmes especificamente na casa de Otto Bemberg.